# Narbo Martius
Narbo Martius je bio glavni grad rimske provincije Gallia Transalpina (Prekoalpske Galije). 
Bio je osnovan na južnoj obali današnje Francuske 118. godine pod imenom Colonia Narbo Martius. Nalazio se na prometnici Via Domitia, prvoj rimskoj cesti u Galiji koja je spajala područje Apeninski poluotok s Pirenejskim poluotokom. Grad je bio važnim prometnim čvorištem, jer je to bilo križanje Vie Domitie i Vie Aquitanie koja je vodila prema Atlantskom oceanu preko Tolose (današnji Toulouse) i Burdigale (današnji Bordeaux).
Gallia Transalpina je promijenila ime i dobila ime Gallia Narbonensis (Narbonska Galija), prema imenu ovog grada. 
Na mjesu Narba Martiusa nastao je današnji grad Narbonne.